# Зејнел Зејнели
Зејнел Зејнели (Брод, 5. септембар 1950) српски је новинар и књижевник горанског порекла. Основну и средњу школу је завршио у Призрену, а студирао на Правном факултету у Приштини.
Новинарством је почео да се бави 1970. године и врло брзо је постао запажен у косметском новинарству. Године 1975. постао је стални дописник Политике из Приштине и Космета.
Најзначајније дело по коме је стекао популарност је „Ко је издао револуцију“ из 1989. године, која је забрањена и скинута са штанда на салону књига у Београду, због једног пасуса у којој се помиње кривица Јосипа Броза Тита за ситуацију у покрајини. Књига је доживела три издања.
До рата 1999. године живео је и радио у Приштини. Данас живи и ради у Суботици.